# Antal Újváry
Antal Újváry (16 maart 1907 – 1967) was een Hongaars handballer voor Elektromos Sportegyesület.
Op de Olympische Spelen van 1936 in Berlijn eindigde het Hongaarse team waarvan hij deel uitmaakte op de vierde plaats. Újváry speelde in 1936 drie wedstrijden als doelman voor het Hongaarse team. In het seizoen 1936-1937 behoorde hij tevens tot het team dat kampioen van Hongarije werd.
Antal Benda · Sándor Cséfai · Ferenc Cziráki · Miklós Fodor · Lőrinc Galgóczi · János Koppány · Lajos Kutasi · Tibor Máté · Imre Páli · Ferenc Rákosi · Endre Salgó · István Serényi · Sándor Szomori · Gyula Takács · Antal Újváry · Ferenc Velkey